# Skalborg Kirke
Skalborg Kirke er beliggende i Skalborg i det sydvestlige Aalborg. Den er bygget efter tegninger af arkitekt m.a.a. Børge Ruby. Byggeriet startede i efteråret 1969, grundstenen blev lagt 12. oktober 1969 og kirken blev indviet 1. søndag i advent d. 29. november 1970.
Kirken er opført i gule mursten.

## Eksterne kilder og henvisninger
- Wikimedia Commons har flere filer relateret til Skalborg Kirke
- Skalborg Kirke hos denstoredanske.dk
- Skalborg Kirke på KortTilKirken.dk